# 维尔纳·克雷默
维尔纳·克雷默（德語：Werner Krämer，1940年1月23日—2010年2月12日），前德国足球运动员，曾先后效力于迈德里希、汉堡及波鸿，并曾代表德国国家足球队出场13次及射入3球。